# Tadeusz Schaetzel

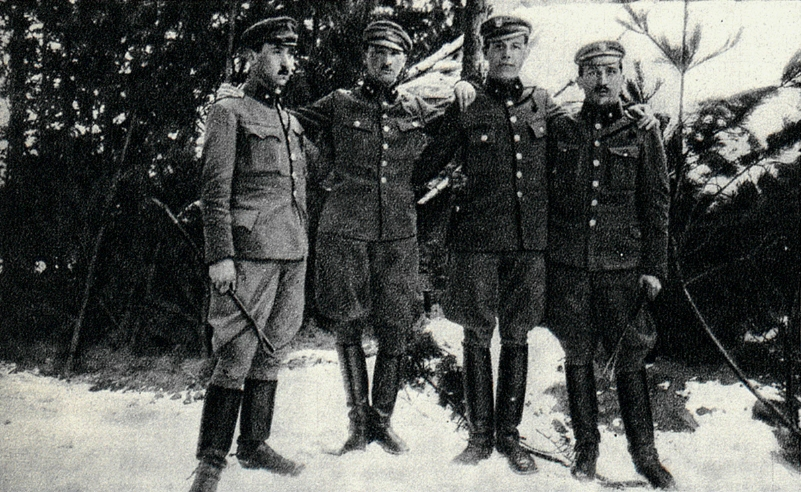
Oficerowie 4 Baterii Artylerii Legionowej (II Dywizjon) w 1916. Od lewej Tadeusz Schaetzel, Antoni Durski-Trzaska, Kustler, Kowalski

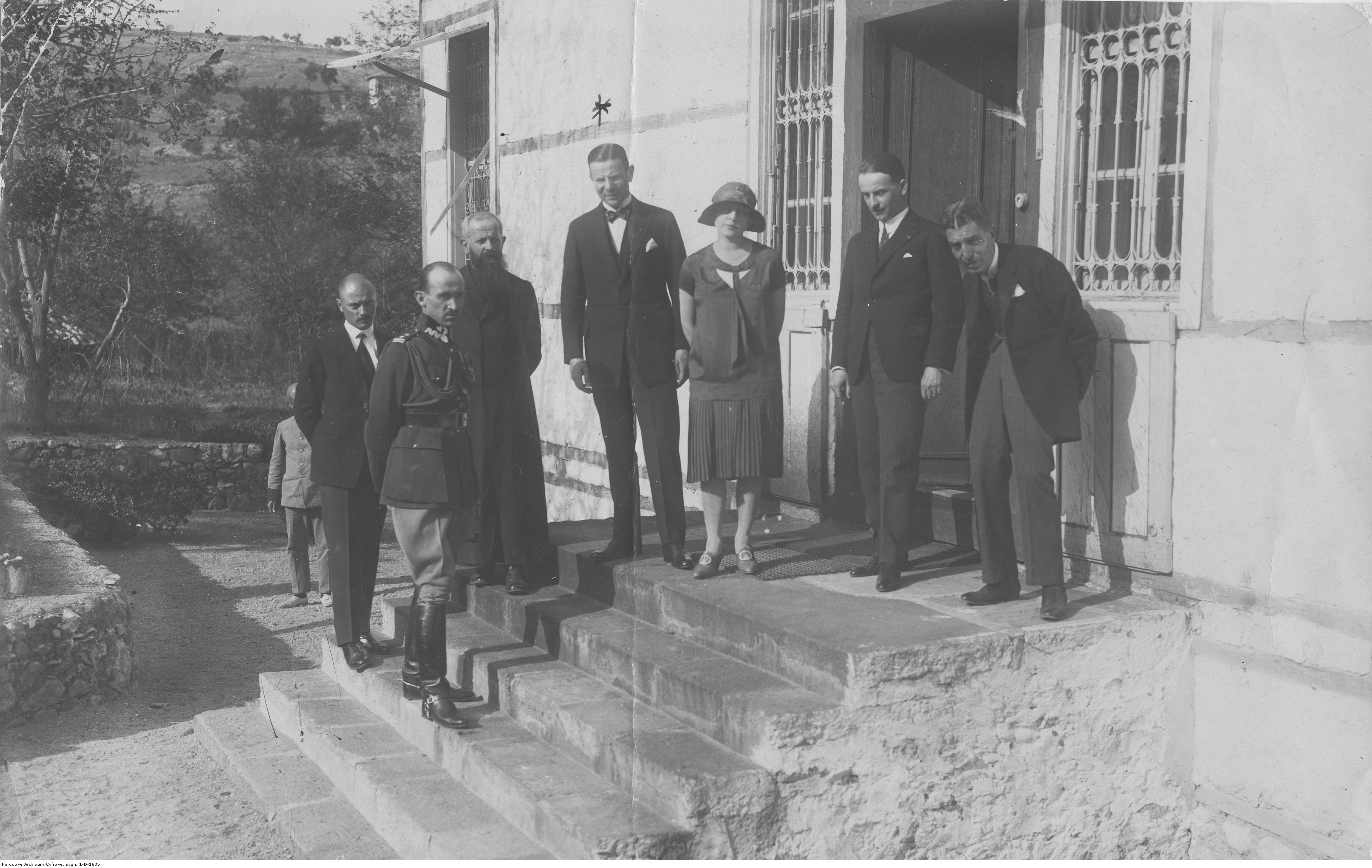
Poselstwo Polskie w Angorze (1926). Drugi od lewej Tadeusz Schaetzel (na zdjęciu także Karol Bader i Zygmunt Vetulani)

Tadeusz Schaetzel de Merzhausen vel Schätzel, ps. „Zdzisław Kopystyński”, „Tomasz Kryński” (ur. 12 marca 1891 w Brzeżanach, zm. 26 czerwca 1971 w Londynie) – polski żołnierz wywiadu wojskowego, dyplomata i polityk, działacz ruchu prometejskiego, pułkownik dyplomowany artylerii Wojska Polskiego, kawaler Orderu Virtuti Militari, poseł na Sejm RP IV kadencji, wicemarszałek Sejmu.

## Życiorys
Syn Stanisława (1856–1941) – adwokata, posła na Sejm Krajowy Galicji i burmistrza Brzeżan oraz Pauliny z domu Sochanik (1870–1943). Jego rodzeństwem byli: Stanisław (1888–1955, specjalista prawa gospodarczego, działacz przemysłu naftowego, wykładowca), Włodzimierz (1889–1948) i Maria (1890–?).
Był czynnym członkiem Akademickiego Klubu Turystycznego we Lwowie. W czasie I wojny światowej w Legionach, szef sztabu Komendy Naczelnej 3 (KN-3) Polskiej Organizacji Wojskowej w Kijowie.
Po odzyskaniu niepodległości przydzielony w 1919 do sztabu naczelnego wodza jako szef Wydziału wywiadu na Rosję w Oddziale II Sztabu Generalnego. W 1922 w tajnej misji do Szwajcarii do tureckiego generała Ismeta Paszy (późniejszego prezydenta Turcji po śmierci Kemala Atatürka). W latach 1922–1923 szef Wydziału Ewidencji w Oddziale II Sztabu Generalnego. 2 listopada 1923 został przydzielony do macierzystego 8 Pułku Artylerii Polowej w Płocku z jednoczesnym odkomenderowaniem na jednoroczny Kurs Doszkolenia w Wyższej Szkole Wojennej w Warszawie. 31 marca 1924 został mianowany na stopień podpułkownika ze starszeństwem z 1 lipca 1923 i 16. lokatą w korpusie oficerów artylerii. Z dniem 15 października 1924, po ukończeniu kursu i otrzymaniu dyplomu naukowego oficera Sztabu Generalnego, został przydzielony do dyspozycji Ministra Spraw Wojskowych. Z dniem 1 grudnia 1924 został mianowany attaché wojskowym przy Poselstwie Polskim w Angorze. Z dniem 1 października 1926 został mianowany szefem Oddziału II Sztabu Generalnego (od 22 grudnia 1928 – Sztabu Głównego). Redagował czasopismo „Niepodległość”. 1 stycznia 1929 został mianowany na stopień pułkownika ze starszeństwem z 1 stycznia 1929 i 3. lokatą w korpusie oficerów artylerii. Z dniem 1 lutego tegoż roku został przeniesiony w stan nieczynny na okres 12 miesięcy. Z dniem 31 stycznia 1930 został przeniesiony do rezerwy z równoczesnym przeniesieniem w rezerwie do 1 Pułku Artylerii Najcięższej w Warszawie. Do 1928 był zastępcą komendanta naczelnego Związku Legionistów Polskich.
Po przeniesieniu w stan nieczynny rozpoczął służbę zagraniczną. Od 1 lutego 1929 był prowizorycznym radcą ministerialnym w V stopniu służbowym. Od 1 marca tego roku pełnił służbę w Ambasadzie RP w Paryżu na stanowisku prowizorycznego radcy ambasady, tytularnego posła nadzwyczajnego i ministra pełnomocnego III klasy. 30 stycznia 1930 awansował na posła nadzwyczajnego i ministra pełnomocnego II klasy w IV stopniu służbowym. Od 1 maja do 18 grudnia 1930 był szefem gabinetu kolejnych prezydentów Rady Ministrów: Walerego Sławka i Józefa Piłsudskiego. W 1930 z listy Bezpartyjnego Bloku Współpracy z Rządem uzyskał mandat posła na Sejm RP III kadencji, jednak nie objął go. Od 1 stycznia 1931 był naczelnikiem Wydziału Wschodniego MSZ. Później wicedyrektor departamentu politycznego MSZ (1934–1935). W latach 1935–1938 poseł na Sejm IV kadencji z okręgu Brzeżany (wybrany ponownie z listy BBWR, nie przystąpił do OZN) i jednocześnie wicemarszałek Sejmu.
Po agresji sowieckiej na Polskę 17 września 1939 przekroczył granicę rumuńską, w okresie 1939–1944 internowany w Rumunii, towarzyszył Józefowi Beckowi. W sierpniu 1944 wyjechał do Turcji, następnie do Egiptu.
Od 1947 na emigracji w Wielkiej Brytanii, współorganizator Instytutu Józefa Piłsudskiego w Londynie i Ligi Niepodległości Polski, od 1957 był prezesem jej Rady Naczelnej. W 1949 wznowił grupę Prometeusz, której przewodniczył.
Zmarł 26 czerwca 1971 w Londynie. Został pochowany na Cmentarzu South Ealing w Londynie.

## Publikacje
- Rosja i Turcja na drogach historii (1946)
- Pułkownik Walery Sławek (1947)

## Ordery i odznaczenia
- Krzyż Srebrny Orderu Wojskowego Virtuti Militari nr 7618 (17 maja 1922)[14]
- Krzyż Komandorski Orderu Odrodzenia Polski (9 listopada 1931)[15]
- Krzyż Niepodległości z Mieczami (12 maja 1931)[16]
- Krzyż Oficerski Orderu Odrodzenia Polski (3 maja 1928)[17][18]
- Krzyż Walecznych (czterokrotnie, po raz 1 i 2 w 1922)[19][20][21]
- Medal Pamiątkowy za Wojnę 1918–1921
- Medal Dziesięciolecia Odzyskanej Niepodległości
- Odznaka Honorowa Polskiego Czerwonego Krzyża I stopnia (1935)[22]
- Wielka Wstęga Orderu Korony Rumunii (Rumunia, 1933)[19][23]
- Wielka Wstęga Orderu św. Sawy (Jugosławia, 1931)[19][24]
- Wielka Wstęga Orderu Zasługi (Portugalia)[19]
- Krzyż Komandorski z Gwiazdą Orderu Gwiazdy Polarnej (Szwecja, 1932)[19][25]
- Krzyż Komandorski z Gwiazdą Orderu Krzyża Orła (Estonia, 1933)[26]
- Krzyż Komandorski z Gwiazdą Orderu Zasługi (Węgry)[19]
- Krzyż Komandorski Orderu Lwa Białego (Czechosłowacja)[19]
- Krzyż Komandorski Orderu Białej Róży Finlandii (Finlandia)[19]
- Krzyż Komandorski Orderu Gwiazdy Rumunii (Rumunia, 1929)[27]
- Krzyż Komandorski Orderu Świętego Skarbu (Japonia)[19]
- Krzyż Komandorski Orderu Trzech Gwiazd (Łotwa)[19]
- Krzyż Komandorski Orderu Legii Honorowej (Francja)[19]
- Krzyż Kawalerski Orderu Legii Honorowej (Francja)[19]